# 道の駅みやこ
道の駅みやこ（みちのえき みやこ）は岩手県宮古市にある道の駅である。登録路線は国道45号。また同一施設でみなとオアシスみやことしてみなとオアシスにも登録されている。
中核施設は物産店・レストランなどが入るシートピアなあど。「なあど」とは地元の方言で「いかがですか？」の意。

## 概要
登録路線の国道45号から約600 m離れた宮古港出崎埠頭に所在する。2005年（平成17年）7月18日にみなとオアシスとして登録し、2006年4月から営業開始した。このため、案内看板には「道の駅」と「みなとオアシス」の2つのマークが併記されている。
2011年3月11日に発生した東日本大震災で被災し休館していたが、2012年3月に仮設の建物にて営業を再開。震災前より不採算であったタラソテラピー施設は解体した上で、2013年7月6日にリニューアルオープンした。

## 施設
- 駐車場
  - 普通車：200台
  - 大型車：10台
  - 身障者用：4台
- トイレ：39器
  - 身障者用：3器
- 公衆電話：1台
- シートピアなあど
  - 体験学習室
  - 研修室 (9:00 - 22:00)
  - 物産展示販売 (9:00 - 17:00)
    - 物産コーナー
    - 鮮魚コーナー
    - 産直コーナー

  - レストラン「汐菜」(10:30 - 15:00)
  - ファストフード「なあど」{10:00 - 15:00)

### 震災前

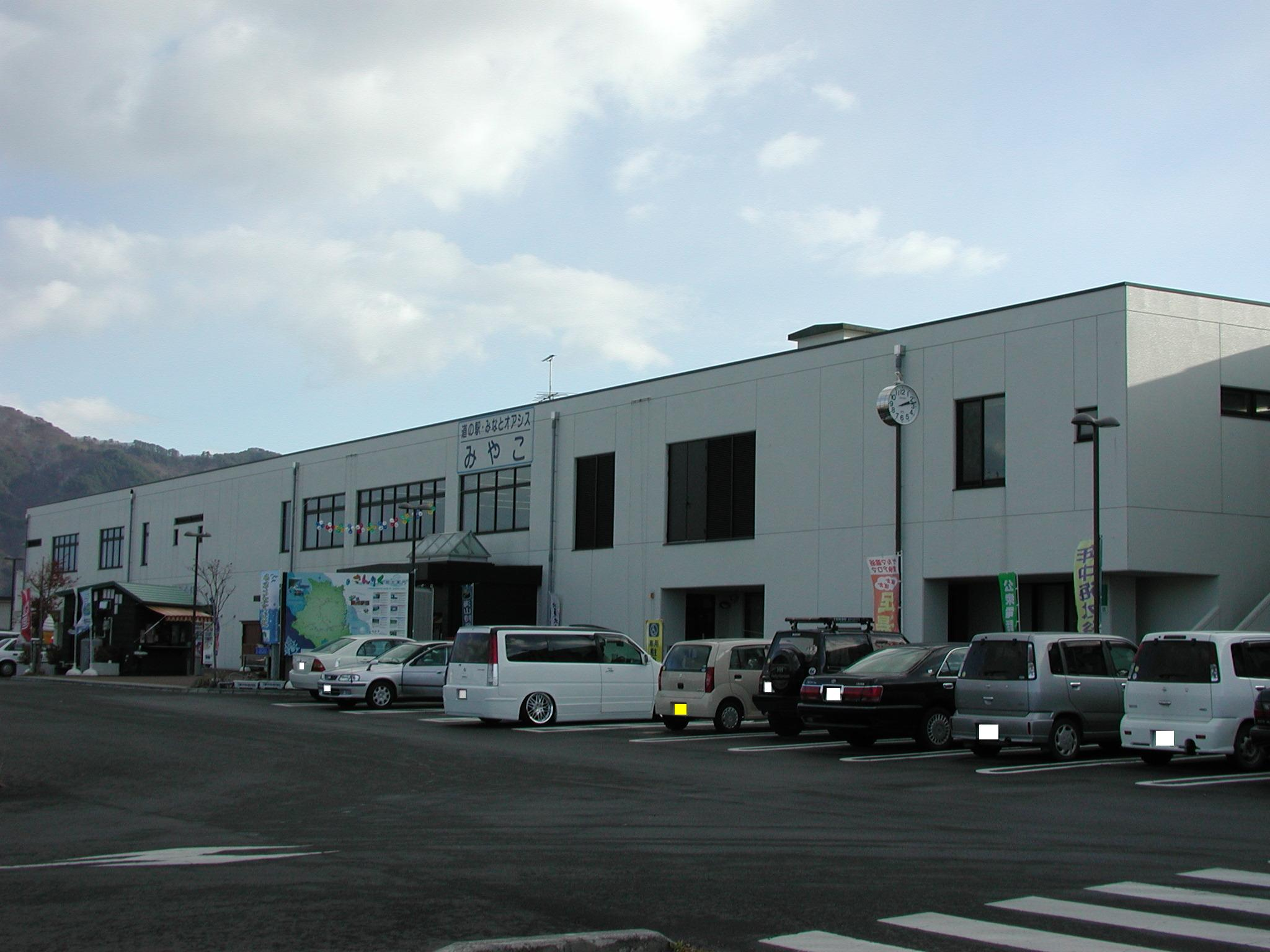
震災前の施設（2007年）

## 休館日
- 無休

## アクセス
- 国道45号 - 登録路線
- 岩手県道259号崎山宮古線 - 最寄りの路線
- 岩手県北バス 宮古-浄土ヶ浜-宮古病院線「漁協ビル」バス停[4]

## 周辺
- 宮古港出崎埠頭
  - 宮古市魚市場
- 浄土ヶ浜
  - 浄土ヶ浜ビジターセンター
  - 岩手県立水産科学館
- 竜神崎
- 閉伊川